# هشام السغيني
هشام السغيني عداء ألعاب قوى مغربي، ولد يوم 30 يناير 1993 ببني ملال، و هو متخصص في سباقات المسافات المتوسطة و الطويلة 800 متر و1500 متر و3000 متر موانع.

## إنجازاته
| المنافسة            | السنة | المسابقة       | التوقيت | الرتبة                 |
| ------------------- | ----- | -------------- | ------- | ---------------------- |
| بطولة العالم للشباب | 2008  | 3000 متر موانع | 8:30.14 | 3                      |
| ألعاب أولمبية صيفية | 2012  | 3000 متر موانع | 8:35.89 | 10 أقصي في نصف النهائي |

## أرقام شخصية
| المسابقة       | الرقم   | المكان  | السنة |
| -------------- | ------- | ------- | ----- |
| 800 متر        | 1:49.11 | غابورون | 2011  |
| 1500 متر       | 3:38.41 | مراكش   | 2012  |
| 3000 متر موانع | 8:21.78 | لييج    | 2012  |